# 善化街
善化街，為1940年－1945年間存在之行政區（1920－1940年間為善化庄），轄屬台南州新化郡。今台南市善化區大部分。

## 街庄原名
善化庄的管轄範圍在1901年隸屬台南廳灣裡支廳，分屬灣裡區、善化里東區 ： 
- 灣裡區：善化里西堡內之之灣裡街、曾文庄、六份藔庄
- 善化里東區：善化里東堡內之東勢藔庄、北仔店庄、茄拔庄、小新營庄、坐駕庄

1913年（大正二年）11月4日，善化里東、西堡行政區調整，上述八街庄全為善化里西堡範圍。
- 灣裡街改稱善化[1]

## 行政區劃
善化街轄域內分為善化、曾文、六分寮、東勢寮、北子店、茄拔、小新營、坐駕八個大字。